# Geaya aenescens
Geaya aenescens is een hooiwagen uit de familie Sclerosomatidae.